# Saint-Thibéry
Saint-Thibéry är en kommun i departementet Hérault i regionen Occitanien i södra Frankrike. Kommunen ligger i kantonen Pézenas som tillhör arrondissementet Béziers. År 2022 hade Saint-Thibéry 3 047 invånare.

## Befolkningsutveckling
Antalet invånare i kommunen Saint-Thibéry
Referens:INSEE